# Theristria aruntae
Theristria aruntae is een insect uit de familie van de Mantispidae, die tot de orde netvleugeligen (Neuroptera) behoort. 
Theristria aruntae is voor het eerst wetenschappelijk beschreven door Lambkin in 1986.